# RC-kring
Een RC-kring of RC-schakeling is een elektronische schakeling bestaande uit een of meer weerstanden en een of meer condensatoren. RC-kringen vinden toepassing in onder andere filters en RC-oscillatoren.

## Serieschakeling

In serie geschakelde RC-kring

In nevenstaand schema is een eenvoudige RC-kring gegeven met de weerstand {\displaystyle R} in serie geschakeld met de condensator {\displaystyle C}. De schakeling werkt als een spanningsdeler van de ingangsspanning:
{\displaystyle V_{\text{in}}=V_{R}+V_{C}}.
De stroom door de weerstand is ook de stroom door de condensator. Bij een sinusvormige ingangsspanning, in complexe wisselstroomrekening: 
{\displaystyle V_{\text{in}}=V_{0}e^{j\omega t}}
is de spanning over de condensator 
{\displaystyle V_{C}=V_{\text{in}}{\frac {Z_{C}}{R+Z_{C}}}=V_{\text{in}}{\frac {1}{1+j\omega RC}}=V_{0}\cos(\varphi )e^{j(\omega t-\varphi )}} met {\displaystyle \tan \varphi ={\frac {1}{\omega RC}}}
Daarin is
{\displaystyle Z_{C}={\frac {1}{j\omega C}}}
de impedantie van de condensator en
{\displaystyle \cos(\varphi )={\frac {1}{\sqrt {1+(\omega RC)^{2}}}}}
Beschouwt men de spanning over de condensator als uitgangsspanning, dan verzwakt de RC-kring met de factor {\displaystyle \cos(\varphi )}. Met toenemende frequentie neemt de verzwakking toe: het netwerk gedraagt zich als een laagdoorlaatfilter.
Omgekeerd werkt het netwerk als een hoogdoorlaatfilter als spanning over de weerstand als uitgangsspanning wordt beschouwd. De verzwakking is:
{\displaystyle \sin(\varphi )={\frac {\omega RC}{\sqrt {1+(\omega RC)^{2}}}}}

## Parallelschakeling

Parallel geschakelde RC-kring

In nevenstaand schema is een eenvoudige RC-kring gegeven met de weerstand {\displaystyle R} parallel geschakeld aan de condensator {\displaystyle C}. De stroom in de schakeling verdeelt zich in de stroom {\displaystyle I_{R}} door de weerstand en de stroom {\displaystyle I_{C}} door de condensator.  De spanning over de weerstand is ook de spanning over de condensator. Bij een sinusvormige ingangsstroom, in complexe wisselstroomrekening: 
{\displaystyle I_{\text{in}}=I_{0}e^{j\omega t}}
met
{\displaystyle I_{0}=I_{R}+I_{C}}
is de stroom door de weerstand 
{\displaystyle I_{R}=I_{\text{in}}{\frac {1/R}{1/R+1/Z_{C}}}=I_{\text{in}}{\frac {1}{1+j\omega RC}}=I_{0}\cos(\varphi )e^{j(\omega t-\varphi )}}
Daarin is
{\displaystyle Z_{C}={\frac {1}{j\omega C}}}
de impedantie van de condensator en
{\displaystyle \cos(\varphi )={\frac {1}{\sqrt {1+(\omega RC)^{2}}}}}
De stroom door de weerstand is een deel ter grootte {\displaystyle \cos(\varphi )} van de totale stroom. Met toenemende frequentie neemt dit deel af en het deel ter grootte {\displaystyle \sin(\varphi )} door de condensator toe.

## Frequentierespons
In serie gedraagt deze schakeling zich als een (passief) eerste-orde-laagdoorlaatfilter (met {\displaystyle V_{R}} als uitgang beschouwd). Dat komt doordat de condensator zich gedraagt als een isolator voor gelijkspanning en moeilijk doorlaatbaar voor lage frequenties, en bijna als een "kortsluiting" voor hoge frequenties. De kantelfrequentie {\displaystyle f_{k}} (–3dB) is gelijk aan:
{\displaystyle f_{k}={\frac {1}{2\pi RC}}\ {\text{Hz}}},
immers, een verzwakking met 3dB wordt bereikt voor
{\displaystyle \cos(\varphi )={\frac {1}{\sqrt {1+(\omega RC)^{2}}}}={\frac {1}{\sqrt {2}}}}
dus voor
{\displaystyle \omega RC=2\pi f_{k}RC=1}

## Oscillator
In sommige oscillatoren, bijvoorbeeld een 555-timerschakeling, een multivibrator of een RC-oscillator, is een RC-kring het frequentiebepalende element.